# The Gentle Art of Listening
The Gentle Art of Listening is de negende aflevering van het eerste seizoen van het tienerdrama Beverly Hills, 90210, die voor het eerst werd uitgezonden op 6 december 1990.

## Verhaal
Andrea richt een hulplijn op waar tieners van de school naartoe kunnen bellen om er te praten over hun problemen. Brenda besluit er te werken en krijgt regelmatig telefoontjes van een meisje dat het slachtoffer is van een groep medescholieren die haar hebben verkracht.
Brenda weet niet goed hoe ze met haar probleem om moet gaan, maar het meisje neemt alleen haar in vertrouwen. Ondertussen wordt Brandon verleid door de oudere Nina.

## Rolverdeling
- Jason Priestley - Brandon Walsh
- Shannen Doherty - Brenda Walsh
- Jennie Garth - Kelly Taylor
- Ian Ziering - Steve Sanders
- Gabrielle Carteris - Andrea Zuckerman
- Luke Perry - Dylan McKay
- Brian Austin Green - David Silver
- Douglas Emerson - Scott Scanlon
- Tori Spelling - Donna Martin
- Carol Potter - Cindy Walsh
- Lisa Dean Ryan - Bonnie
- Joe E. Tata - Nat Bussichio
- Kim Gillingham - Nina